# Liste des préfets de la Gironde

Logo de la préfète de la région Nouvelle-Aquitaine

Liste des préfets du département français de la Gironde depuis la création du département. Le siège de la préfecture est à Bordeaux.
Le préfet de la Gironde est aussi le préfet de la zone de défense et de sécurité Sud-Ouest, et de la région Aquitaine devenu la Nouvelle-Aquitaine depuis le 1er janvier 2016.

## Liste des préfets

### Préfets napoléoniens(1800-1815)

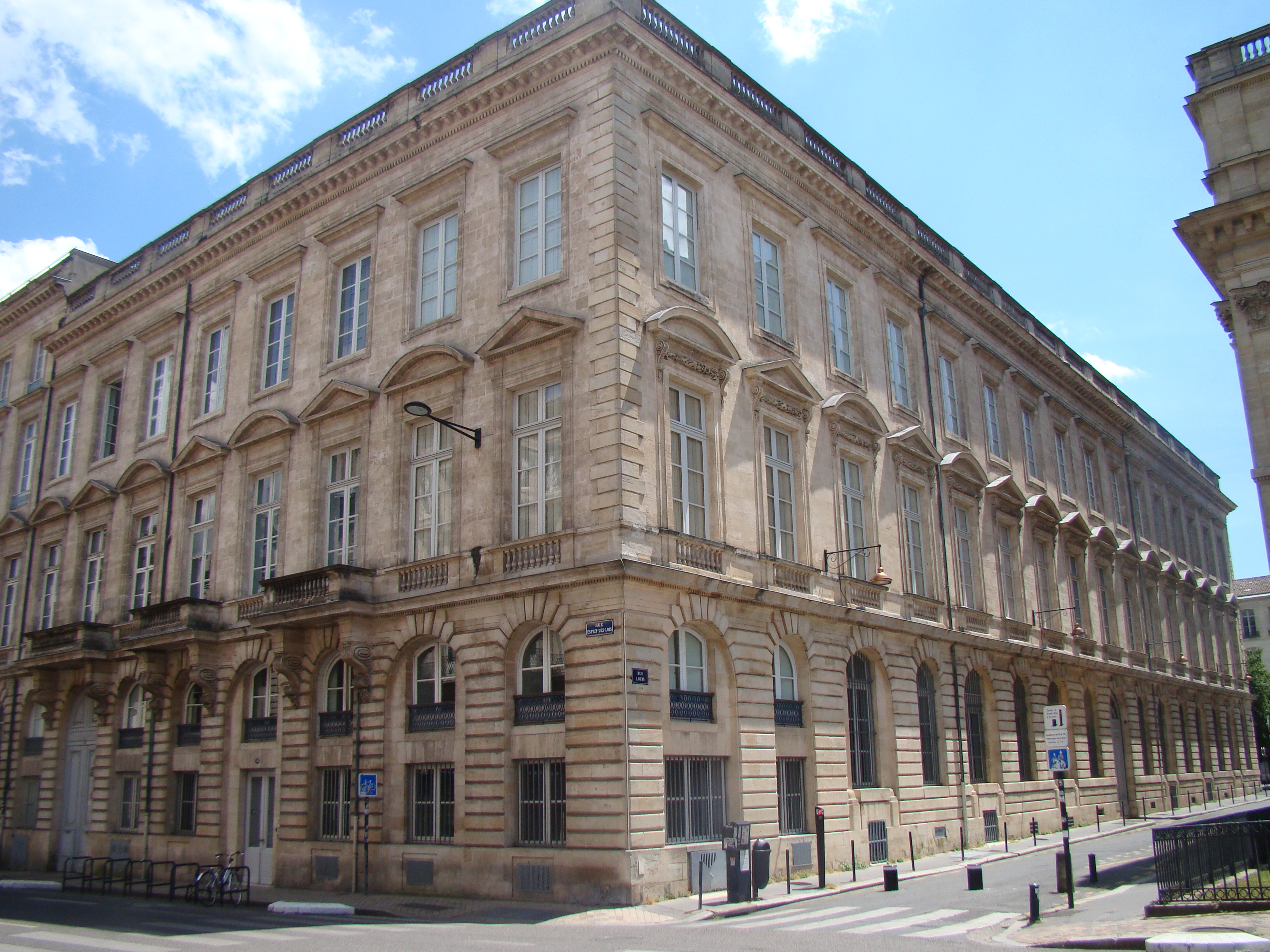
Ancien hôtel de préfecture de la Gironde.

- Antoine Claire Thibaudeau : 27 mars 1800 (17 ventôse an VIII)
- Dieudonné Dubois : 23 octobre 1800 (1er brumaire an IX)
- Charles-François Delacroix (1741-1805) : nommé du 23 avril 1803 (3 floréal an XI) à sa mort, le 4 novembre 1805 à Bordeaux
- Jean Antoine Joseph Fauchet (1761-1834), baron de l'Empire, nommé du 7 décembre 1805 à mars 1809
- Alexandre Gaspard Gary, baron : 5 avril 1809
- Claude-Louis Bruslé de Valsuzenay, baron : 13 juin 1813
- Jean-Baptiste Lynch : 21 mars 1814

### Préfets de la Restauration (1814-1815 et 1815-1830)
- Joseph-Henri-Joachim Lainé : 29 mars 1814
- Claude-Louis Bruslé de Valsuzenay, baron : 21 juin 1814
  - Jacques Joseph Garat (1767-vers 1838), secrétaire général de la préfecture pendant les Cent-Jours
  - Jacques Barennes, conseiller de préfecture, chargé des fonctions de préfet du 22 au 25 juillet 1815.
- Camille de Tournon-Simiane : 25 juillet 1815
- Achille Le Tonnelier de Breteuil : 4 février 1822
- Charles Lemercier de Longpré, baron d'Haussez : nommé le 21 mars 1824 :
- François Duval de Chassenon de Curzay : 15 septembre 1829

### Préfets de la monarchie de Juillet
- Jacques Barennes : 3 août 1830
- François de Preissac : 7 août 1830
- Charles-Aristide de La Coste : 17 février 1833
- François de Preissac : 9 août 1836
- Jean-André Sers : 20 octobre 1838 (nomination) 15 novembre 1838 (installation)

### Préfets et commissaires du gouvernement de la Deuxième République (1848-1851)
- François Chevallier : 10 mars 1848
- Thomas Clément : 6 avril 1848
- Henri Ducos : 13 avril 1848
- Alexandre Neveux : 4 août 1848

### Préfets du Second Empire (1851-1870)
- Georges Eugène Haussmann : 3 décembre 1851
- Pierre de Mentque : 9 juillet 1853
- Pierre Marie Pietri : 20 mars 1863
- Louis-Alexandre-Henry Grossin de Bouville 31 juillet 1863
- Léopold Bourlon de Rouvre : 16 février 1870

### Préfets de la Troisième République (1870-1940)
- Louis Larrieu : 7 septembre 1870

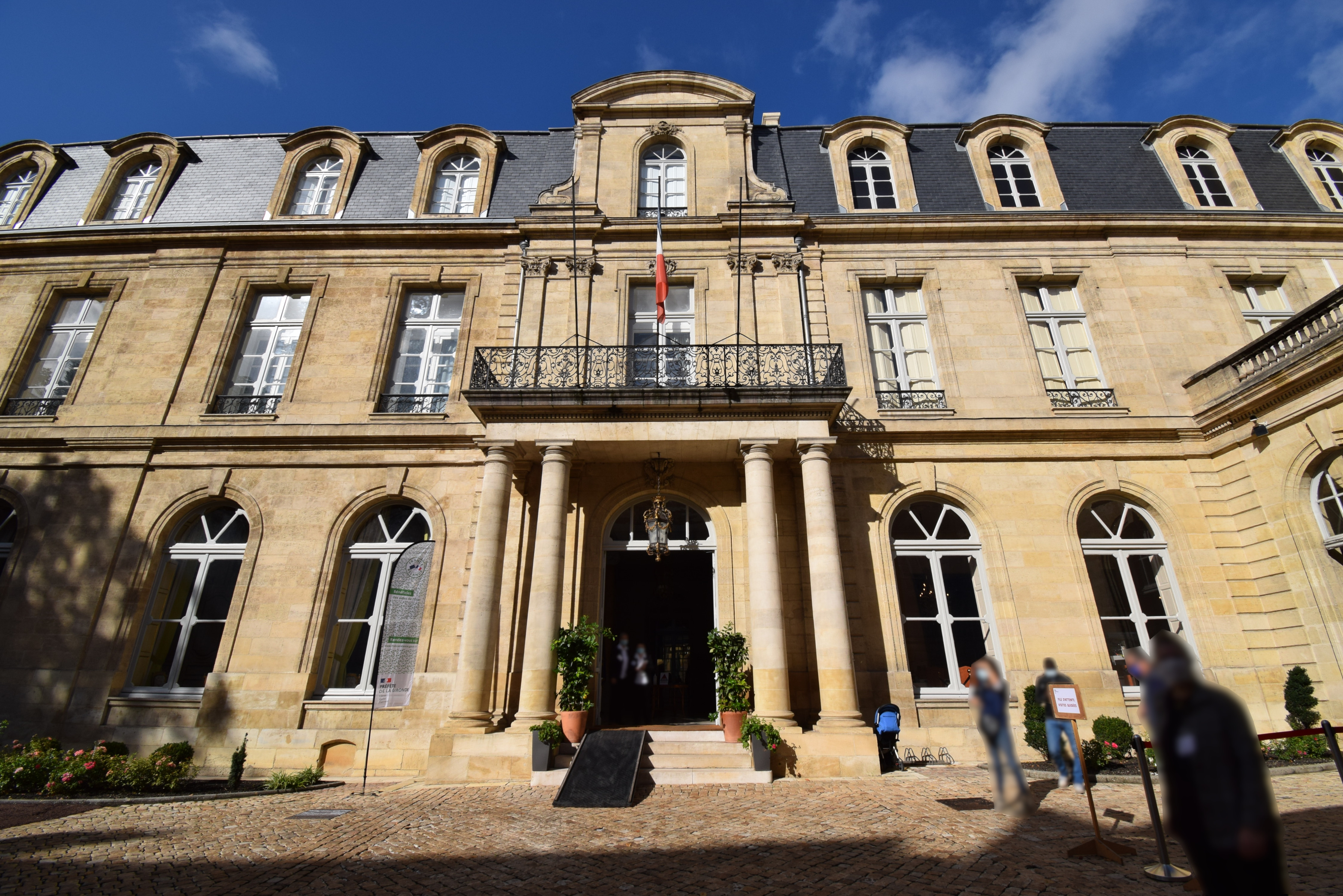
Hôtel de Nesmond, résidence officielle du préfet depuis 1907.

- François Allain-Targé : 2 décembre 1870
- Henri Barckhausen[1] : 7 février 1871
- Paul Andral, qui refuse
- Ferdinand Duval : 12 avril 1871
- Edmond de Guerle : 30 mai 1873
- Ernest Pascal : 16 août 1873
- Pierre Decrais : 20 décembre 1876
- Jacques de Tracy : 26 mai 1877
- Jean Doniol : 24 mai 1879
- Virgile Raymond Saisset-Schneider : 9 mai 1882
- Eugène Schnerb : 19 avril 1884
- Justin Germain Casimir de Selves : du 8 (ou 23) septembre 1885 au 21 janvier 1890
- Maurice Berniquet[2] : 16 février 1890
- Charles Étienne Lutaud : 9 septembre 1902 (préfet des Bouches-du-Rhône) nommé préfet du Rhône
- Jules Dureault : 4 janvier 1907
- Olivier Bascou : 26 février 1914
- Henri Arnault : 21 janvier 1922
- Georges Thome : 16 novembre 1928
- André Bouffard : 20 janvier 1931
- Marcel Bodeman : 1er juin 1937

### Préfets de Vichy (1940-1944)
- François Pierre-Alype : d'août 1940 à mai 1942
- Maurice Sabatier : de mai 1942 à mai 1944
- Léon Coursin : 30 août/1er septembre 1944. Nommé préfet de la Gironde chargé des fonctions par le commissaire de la République à la libération de Bordeaux ; délégué dans les fonctions à compter du 30 août au 18 novembre 1944.

### Préfets et commissaires de la République duGPRFet de la Quatrième République (1944-1958)
- Gaston Cusin : 30 août 1944
- Désiré Jouany : 18 mai 1945
- Pierre Combes : 11 mars 1947
- André Lahillonne : 15 décembre 1951
- Jean Mairey : 21 décembre 1957
- Gabriel Delaunay : 1er août 1958

### Préfets de la Cinquième République (depuis 1958)

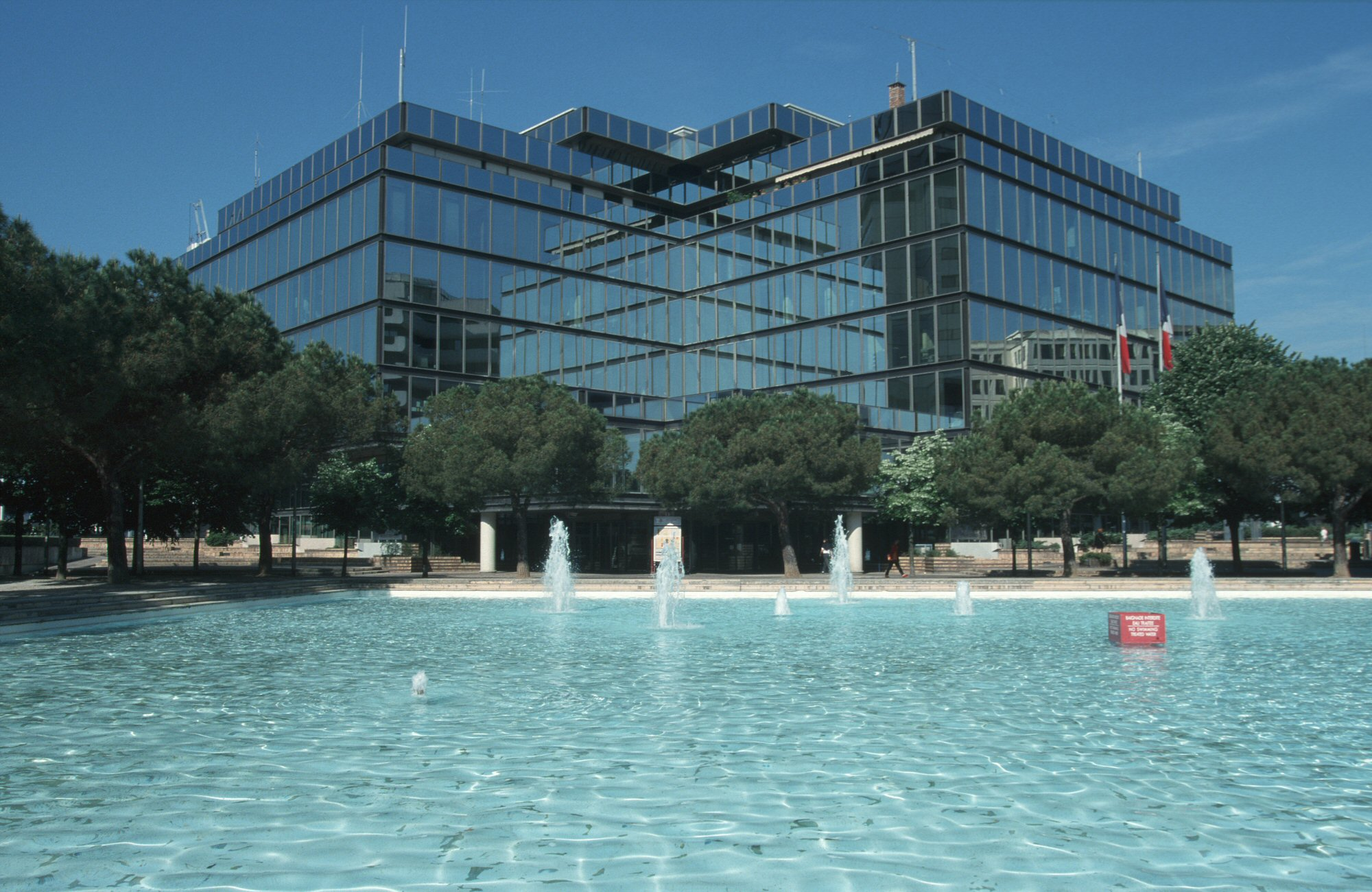
Hôtel de préfecture de la Gironde au quartier de Mériadeck à Bordeaux.

| Période           | Période           | Identité           | Fonction précédente                                           | Observation                                                                       |
| ----------------- | ----------------- | ------------------ | ------------------------------------------------------------- | --------------------------------------------------------------------------------- |
| 1er août 1958     |                   | Gabriel Delaunay   |                                                               |                                                                                   |
| 15 février 1972   | 10 septembre 1976 | Daniel Doustin     |                                                               | Nommé préfet hors cadre                                                           |
| 10 septembre 1976 | 27 avril 1978     | Paul Masson        | Prefet de la region Centre, préfet du Loiret                  | Nommé préfet hors cadre                                                           |
| 27 avril 1978     | 19 novembre 1982  | Louis Verger       |                                                               | Admis au benefice du congé special                                                |
| 19 novembre 1982  | 8 mars 1985       | Jean Clauzel       | Préfet de la région Picardie, préfet de la Somme              | Nommé préfet de la région Nord-Pas-de-Calais, préfet du Nord                      |
| 8 mars 1985       | 17 juillet 1986   | Georges Abadie     |                                                               |                                                                                   |
| 17 juillet 1986   |                   | Thierry Kaeppelin  |                                                               |                                                                                   |
| 9 janvier 1989    | 1er juillet 1992  | Pierre Chassigneux |                                                               | Nommé préfet hors cadre                                                           |
| 23 juillet 1992   | 30 juillet 1997   | Bernard Landouzy   | Préfet de la région Auvergne, préfet du Puy-de-Dôme           | Nommé préfet hors cadre                                                           |
| 30 juillet 1997   | 22 septembre 2000 | Georges Peyronne   | Inspection générale des finances                              | Admis à faire valoir ses droits à la retraite                                     |
| 22 septembre 2000 | 15 mai 2003       | Christian Frémont  | Directeur général de l'administration                         | Nommé préfet de la région Provence-Alpes-Côte d'Azur, préfet des Bouches-du-Rhône |
| 15 mai 2003       | 30 juin 2005      | Alain Géhin        | Préfet de la région Franche-Comté, préfet du Doubs            | Nommé préfet hors cadre                                                           |
| 30 juin 2005      | 29 avril 2009     | Francis Idrac      | Préfet de la région Languedoc-Roussillon, préfet de l'Hérault | Nommé préfet hors cadre                                                           |
| 29 avril 2009     | 8 avril 2011      | Dominique Schmitt  | Préfet de la région Auvergne, préfet du Puy-de-Dôme           | Nommé préfet hors cadre                                                           |
| 8 avril 2011      | 26 juillet 2012   | Patrick Stefanini  | Préfet de la région Auvergne, préfet du Puy-de-Dôme           |                                                                                   |
| 26 juillet 2012   | 5 mars 2015       | Michel Delpuech    | Préfet de la région Picardie, préfet de la Somme              | Nommé préfet de la région Rhône-Alpes, préfet du Rhône                            |
| 5 mars 2015       | 22 novembre 2017  | Pierre Dartout     | Préfet de la région Champagne-Ardenne, préfet de la Marne     | Nommé préfet de la région Provence-Alpes-Côte d'Azur, préfet des Bouches-du-Rhône |
| 22 novembre 2017  | 21 mars 2019      | Didier Lallement   | Conseiller maître à la Cour des comptes                       | Nommé préfet de police de Paris                                                   |
| 27 mars 2019      | 10 janvier 2023   | Fabienne Buccio    | Préfète de la région Normandie, préfète de la Seine-Maritime  | Nommée préfète du Rhône                                                           |
| 11 janvier 2023   | -                 | Étienne Guyot      | Préfet de la région Occitanie, préfet de Haute-Garonne        | -                                                                                 |

## Préfets délégués au préfet de la Gironde

### Préfets délégués pour la police
| Période     | Période | Identité       | Fonction précédente | Observation |
| ----------- | ------- | -------------- | ------------------- | ----------- |
| 8 mars 1985 |         | Michel Soulier |                     |             |

### Préfets délégués pour la sécurité et la défense
| Période           | Période          | Identité              | Fonction précédente                                                                                 | Observation                                                                                          |
| ----------------- | ---------------- | --------------------- | --------------------------------------------------------------------------------------------------- | --- |
| 18 mars 1993      | 6 juillet 1995   | Pierre-Henry Maccioni | | Nommé préfet hors cadre                                                                              |
| 23 novembre 1995. | 20 août 1998     | Bernard Fragneau      | Sous-préfet de Brest                                                                                | Nommé préfet du Jura                                                                                 |
| 20 août 1998      | 8 novembre 2001  | Jacques Gerault       | Préfet hors cadre                                                                                   | Nommé préfet de la Charente                                                                          |
| 8 novembre 2001   | 24 mai 2004      | Roger Parent          | Secrétaire général de la préfecture de la Seine-Maritime                                            | Nommé préfet hors cadre                                                                              |
| 24 mai 2004       | 15 juin 2005     | Jean-Michel Drevet    | Sous-préfet de Bayonne                                                                              | Nommé préfet hors cadre                                                                              |
|                   | 13 novembre 2008 | Christian Viton       | Directeur de l'administration de la préfecture de Paris                                             | Nommé préfet hors cadre                                                                              |
| 13 novembre 2008  | 11 novembre 2010 | Jean-Marc Falcone     | Haut responsable chargé de l'intelligence économique du secrétariat général de la défense nationale | Directeur de la prospective et de la planification de sécurité nationale au ministère de l'intérieur |
| 8 décembre 2011   | 4 décembre 2013  | Hubert Weigel         | Préfet hors cadre chargé d'une mission de service public relevant du Gouvernement                   | Nommé préfet hors cadre                                                                              |
| 4 décembre 2013   | 9 juin 2016      | Béatrice Lagarde      | Sous-préfète de Brest                                                                               | Nommée préfète des Hautes-Pyrénées                                                                   |
| 9 juin 2016       | 27 août 2018     | Cyrille Maillet       | Directeur de la police générale à la préfecture de police                                           | |
| 27 août 2018      | 3 février 2020   | Valérie Hatsch        | Sous-préfète de Reims                                                                               | Nommée préfète de la Lozère                                                                          |
| 24 février 2020   | 21 août 2023     | Martin Guespereau     | Directeur de cabinet de Sébastien Lecornu, secrétaire d’Etat à la transition écologique             | Directeur général de l'Etablissement public d'aménagement de Paris-Saclay                            |
| 21 août 2023      |                  | Nicolas Hesse         | Secrétaire général pour les affaires régionales de la région Occitanie                              | |

## Source
- Préfecture de la Gironde, documentation interne « l'Hôtel de Nesmond Résidence du Préfet d'Aquitaine »